# Holochroa
Holochroa is een geslacht van vlinders van de familie spanners (Geometridae), uit de onderfamilie Ennominae.

## Soorten
- H. balia Rindge, 1970
- H. dissociarius Hulst, 1887
- H. ochra Rindge, 1970
- H. unicolor Druce, 1898